# 倫卡鄉 (穆列什縣)
46°57′N 25°06′E / 46.95°N 25.1°E
倫卡鄉（羅馬尼亞語：Comuna Lunca, Mureș），是羅馬尼亞的鄉份，位於該國中部，由穆列什縣負責管轄，面積85平方公里，海拔高度446米，2007年人口2,721，人口密度每平方公里32人。